# Ivana Chýlková

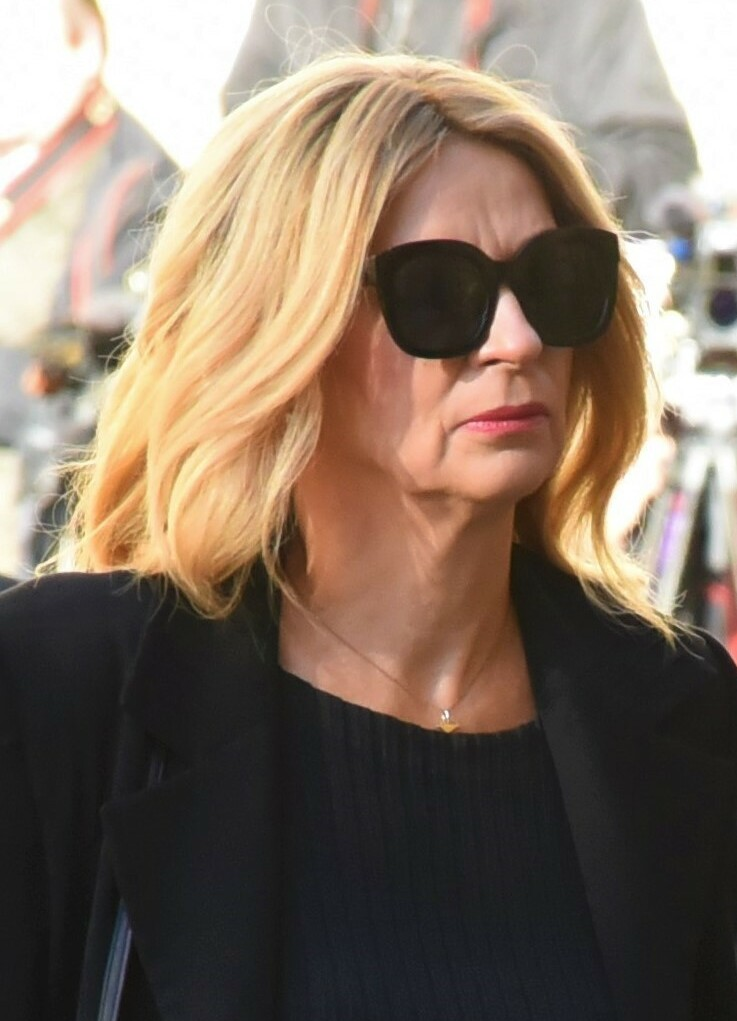
Ivana Chýlková (2019)

Ivana Chýlková (* 27. September 1963 in Prag) ist eine tschechische Schauspielerin.

## Leben
Ivana Chýlková studierte Schauspiel an der Theaterfakultät der Akademie der Musischen Künste in Prag (DAMU). Noch während ihres Studiums debütierte sie in der 1983 erschienenen und von Věra Chytilová inszenierten Komödie „Fauns allzuspäter Nachmittag“ als Filmschauspielerin. Anfang und Ende der 1980er-Jahre folgten Rollen in Märchenverfilmungen, mit denen sie große Bekanntheit erlangte. Ihre wohl größten Rollen hatte sie in Die sieben Raben (1993) als Milada und in dem Märchenfilm Die Seekönigin (1998) in der Titelrolle.
Ivana Chýlková ist mit dem tschechischen Filmschaffenden Jan Kraus verheiratet.

## Filmografie (Auswahl)
- 1983: Fauns allzuspäter Nachmittag (Faunovo velmi pozdní odpoledne)
- 1986: Gutes Licht (Dobré světlo)
- 1987: Landschaft mit Möbeln (Krajina s nábytkem)
- 1990: Die Hängematte (Houpačka)
- 1990: Unser tschechisches Liedchen (Ta naše písnička česká II)
- 1991: Rama dama
- 1990: Zeit der Diener (Čas sluhů)
- 1993: Die sieben Raben (Sedmero krkavců)
- 1998: Die Seekönigin (Jezerní královna)
- 2000: Der Bär ist los!
- 2001: Das sündige Mädchen
- 2003: Treulose Spiele (Nevěrné hry)